# Jessie Wallace
Karen Jane "Jessie" Wallace (Enfield, Gran Mánchester; 25 de septiembre de 1971) es una actriz inglesa, más conocida por interpretar a Kat Moon en la serie EastEnders.

## Biografía
Es hija de James, un ingeniero en telecomunicaciones y Annette, una secretaria. Sus padres se divorciaron cuando Jessie tenía sólo tres años; tiene una hermana mayor, Joanne Wallace y dos medias hermanas Debbie y la modelo y actriz Danielle Mason. Jessie adoptó el nombre de su abuela como nombre artístico. 
Es muy buena amiga de las actrices Laila Morse, Lacey Turner, Rita Simons y de los actores Shane Richie e Iain Glenn, todos compañeros en EastEnders con excepción de Iain.
Jessie salió con el estafador y excriminal Paul Whitworth, sin embargo la relación terminó.
Salió durante un corto tiempo con el estadounidense Andy Burton, después de romper con él, Andy vendió su historia.
Jessie fue suspendida durante un tiempo de EastEnders por beber en exceso; poco después regresó a la serie, aunque más tarde fuera detenida y arrestada por la policía por conducir por encima del límite. Mientras asistía a la corte para escuchar su sentencia fue escoltada por el ahora expolicía Dave Morgan. Jessie y Dave comenzaron a salir en abril del 2003. Poco después anunciaron que estaban esperando a su primer bebé juntos y que estaban comprometidos. Jessie tuvo que tomar un tiempo libre de su trabajo en EastEnders debido a que casi pierde al bebé por estrés. Sin embargo, todo salió bien y la pareja le dio la bienvenida a su primera hija juntos, Tallulah Lilac Morgan el 2 de noviembre del 2004. Jessie y Devon terminaron su relación en febrero de 2005. En marzo de 2022 se convirtió en abuela después de que su hija diera a luz a un niño.

## Carrera
Antes de convertirse en actriz, trabajó como maquilladora en el Royal Shakespeare Company por dos años.
El 18 de septiembre del 2000 se unió al elenco de la exitosa serie británica EastEnders donde interpretó a Kathleen "Kat" Salter-Moon hasta noviembre del 2004, ya que Jessie se fue para dar a luz a su hija, poco después regresó brevemente en mayo del 2005 y su última aparición fue el 25 de diciembre del 2005, más tarde Jessie regresó a la serie el 17 de diciembre del 2010 y desde entonces en el programa. A finales del enero del 2012 se anunció que Jessie se tomaría un receso de tres meses de la serie para recuperarse de su rompimiento con su ex-prometido Vince Morse. En el 2008 apareció como personaje invitada en la tercera temporada de la serie Wild at Heart donde interpretó a Amy Kriel. En el 2009 lanzó su DVD para perder peso llamado "Jessie Wallace: Look At Me Now".
En el 2010 interpretó a la actriz Pat Phoenix cuando era joven en la película The Road to Coronation Street, la cual seguía la historia de como Tony Warren, inició y llevó la serie Coronation Street a la televisión.

## Filmografía

### Serie de televisión
| Año                  | Título              | Personaje          | Notas                                  |
| -------------------- | ------------------- | ------------------ | -------------------------------------- |
| 2017 - presente      | Redwater            | Kat Slater-Moon    | -                                      |
| 2000-2005, 2010-2016 | EastEnders          | Kat Slater-Moon    | 1,122 episodios                        |
| 2008                 | Wild at Heart       | Amy Kriel          | 5 episodios                            |
| 2005                 | French and Saunders | -                  | episodio "Christmas Celebrity Special" |
| 1999                 | The Bill            | Policía Civil Lace | episodio "A Night to Forget"           |

### Películas
| Año  | Título                        | Personaje    | Notas                                            |
| ---- | ----------------------------- | ------------ | ------------------------------------------------ |
| 2010 | Amoc                          | Profesora    | junto a Tamer Hassan                             |
| 2010 | The Road to Coronation Street | Pat Phoenix  | junto a Steven Berkoff & James Roache            |
| 2007 | The Dinner Party              | Jackie       | junto a Lee Evans, Alun Armstrong & Marek Oravec |
| 2007 | Miss Marie Lloyd              | Marie Lloyd  | junto a Richard Armitage                         |
| 2007 | A Class Apart                 | Candy Jerome | junto a Nathaniel Parker                         |

### Apariciones
| Año  | Programa              | Notas                      |
| ---- | --------------------- | -------------------------- |
| 2008 | Strictly Come Dancing | 10 episodios - concursante |

### Teatro
| Año  | Obra         | Personaje | Director      | Teatro                 | Notas                                            |
| ---- | ------------ | --------- | ------------- | ---------------------- | ------------------------------------------------ |
| 2009 | Stepping Out | -         | -             | -                      | -                                                |
| 2008 | Haunted      | -         | -             | Arts Theatre           | -                                                |
| 2007 | Rent Remixed | Maureen   | William Baker | Duke of York's Theatre | junto a Oliver Thornton, Luke Evans & Leon Lopez |

## Premios y nominaciones
| Año  | Categoría                                         | Premio                     | Serie                         | Resultado |
| ---- | ------------------------------------------------- | -------------------------- | ----------------------------- | --------- |
| 2014 | Best Serial Drama Performance                     | National Television Award  | EastEnders                    | Nominada  |
| 2013 | Best Actress                                      | British Soap Award         | EastEnders                    | Nominada  |
| 2012 | Serial Drama Performance                          | National Television Award  | EastEnders                    | Nominada  |
| 2011 | Best Actress                                      | Inside Soap Award          | EastEnders                    | Ganadora  |
| 2011 | Best Soap Actress                                 | TV Quick & TV Choice Award | EastEnders                    | Ganadora  |
| 2011 | Best Supporting Actress                           | BAFTA Award                | The Road to Coronation Street | Nominada  |
| 2011 | Best On-screen Partnership (junto a Shane Richie) | British Soap Award         | EastEnders                    | Ganadores |
| 2011 | Best Actress                                      | British Soap Award         | EastEnders                    | Ganadora  |
| 2011 | TV Soap Personality                               | TRIC Award                 | EastEnders                    | Ganadora  |
| 2011 | Best Actress                                      | All About Soap Award       | EastEnders                    | Ganadora  |
| 2011 | Best Comeback (junto a Shane Richie)              | All About Soap Award       | EastEnders                    | Ganadores |
| 2011 | Favourite Soap Star                               | TV Times Award             | EastEnders                    | Nominada  |
| 2006 | Best Exit (junto a Shane Richie)                  | British Soap Awards        | EastEnders                    | Nominados |
| 2004 | Most Popular Actress                              | National Television Award  | EastEnders                    | Nominada  |
| 2003 | Most Popular Actress                              | National Television Award  | EastEnders                    | Ganadora  |
| 2002 | Most Popular Actress                              | National Television Award  | EastEnders                    | Nominada  |
| 2001 | Most Popular Newcomer                             | National Television Award  | EastEnders                    | Ganadora  |
| 2001 | Best Newcomer                                     | British Soap Award         | EastEnders                    | Ganadora  |